# Janusz Ostrowski (1886–1960)
Janusz Władysław Ostrowski (ur. 11 stycznia 1886 w Poznaniu, zm. 1960) – polski dziennikarz, poeta, publicysta, żołnierz.

## Życiorys
Janusz Władysław Ostrowski urodził się 11 stycznia 1886 w Poznaniu. Był synem Władysława (inżynier cywilny w Sanoku, zm. 26 stycznia 1910 mając 62 lata) i Bolesławy z domu Kamieńskiej (córka poznańskiego księgarza i wydawcy Napoleona Kamieńskiego). Miał rodzeństwo: Zofię Mieczysławę Marię (ur. 1883, po mężu Rajkowska), Kazimierza (ur. 1888), Zbigniewa (ur. 1890), Bolesława (ur. 1892).
Od 1896 uczył się w C. K. Gimnazjum w Sanoku, gdzie w 1905 ukończył VIII klasę i zdał egzamin dojrzałości (w jego klasie byli Stanisław Beksiński, Józef Dwernicki, Franciszek Ksawery Kurkowski). Ukończył studia na Wydziale Filozoficznym Uniwersytetu Jagiellońskiego.
Wyemigrował do Stanów Zjednoczonych. 2 lipca 1910 przybył do Nowego Jorku. Od 1911 pracował jako dziennikarz w wydawanym w Detroit dzienniku „Dziennik Polski”, którego później został redaktorem naczelnym. Był też redaktorem pisma „Rekord Codzienny”. Od 1912 do 1914 był nauczycielem w Alliance College w Cambridge Springs.
Podczas I wojny światowej był żołnierzem Legionów Polskich w stopniu sierżanta. U kresu wojny, 2 listopada 1918 został przyjęty do Wojska Polskiego i mianowany na stopień podporucznika piechoty.
Ponownie wyjechał do USA i 14 sierpnia 1931 przybył do Detroit. W USA został uznanym poetą i wydawał swoje wiersze. Od 1928 prezydent Polish Supplementary School Society. Przed 1939 otrzymał Srebrny Wawrzyn Akademicki Polskiej Akademii Literatury.
W publikacji pt. Księga pamiątkowa Gimnazjum Męskiego w Sanoku 1888-1958 (1958), wydrukowano dwa wiersze Janusza Ostrowskiego, Żyto kwitnie i Czy pamiętasz?, pierwotnie wydane w Antologii poezji polsko-amerykańskiej, wydanej w Chicago w 1937. Pod koniec życia nadal był związany z „Dziennikiem Polskim” („Polish Daily News”) z Detroit.
Zamieszkiwał w Grosse Pointe Farms. W 1960 doznał udaru i paraliżu. Zmarł w tym samym roku. Od 12 lutego 1918 był żonaty z Anną Ostrowską z domu Bojanowską. Mieli jedno dziecko.

## Publikacje
- Poezje (1934, Detroit)[22]